# Wilma Krautmeyer
Wilma Henriette Krautmeyer (født. 7. marts 2002) er en kvindelig dansk håndboldspiller, der spiller som venstre back for Holstebro Håndbold i Damehåndboldligaen. Har tidligere spillet ungdomshåndbold i ligaklubberne Team Esbjerg, Herning-Ikast Håndbold og TTH Holstebro.
Hun deltog under U/17-EM i håndbold 2019 i Celje, Slovenien, hvor det danske hold blev nummer 4.
Hun er datter af Holstebro Håndbolds cheftræner svenske Pether Krautmeyer.